# Gordon Hayward
Gordon Daniel Hayward (ur. 23 marca 1990 w Indianapolis) – amerykański koszykarz, występujący na pozycji skrzydłowego.
14 lipca 2017 podpisał 4-letnią umowę z Boston Celtics, na kwotę 128 milionów dolarów.
29 listopada 2020 dołączył do Charlotte Hornets. 8 lutego 2024 został wytransferowany do Oklahoma City Thunder.
1 sierpnia 2024 ogłosił zakończenie kariery sportowej.

## Osiągnięcia
Stan na 8 marca 2024, na podstawie, o ile nie zaznaczono inaczej.
NCAA
- Wicemistrz NCAA (2010)[6]
- Zawodnik roku Horizon League (2010)[7]
- Laureat nagrody – Horizon League Newcomer of the Year (2009)
- Zaliczony do:
  - I składu:
    - Horizon League (2009, 2010)
    - nowo przybyłych Horizon League (2009)
    - NCAA Final Four (2010)[8]
    - turnieju:
      - Horizon League (2010)
      - Anaheim Classic (2010)

NBA
- Uczestnik:
  - meczu gwiazd NBA (2017)
  - Rising Stars Challenge (2012)
  - konkursu Skills Challenge (2017)[9]
- Lider play-off w skuteczności rzutów wolnych (2012 - wspólnie z Jamesem Jonesem i Jodie Meeksem)[10]

Reprezentacja
- Mistrz świata U–19 (2009)[11]
- Zaliczony do I składu mistrzostw świata U–19 (2009)
- Członek zespołu USA Select (2012)